# Colostygia parallelolineata
Colostygia parallelolineata là một loài bướm đêm trong họ Geometridae.